# За законом джунглів
«За законом джунглів» («Shikari») — радянсько-індійський художній фільм 1991 року, знятий режисерами Умешем Мехрою і Латіфом Файзієвим.

## Сюжет
Любовний «чотирикутник», головні дійові особи якого циркачка Наташа (Ірина Кушнарьова), мисливець, аматор-дресирувальник слона Шанкар (Мітхун Чакраборті), його подруга дитинства, яка накидає на нього оком, і давній залицяльник Наташі. Ревнощі, страждання, муки, контрабанда наркотиків та безневинні пригоди…

## У ролях
- Мітхун Чакраборті — Шанкар, вуличний циркач зі слоном
- Ірина Кушнарьова — Наталя, радянська артистка цирку
- Махмуд Ісмаїлов — Махкам, дресирувальник тигрів
- Насіруддін Шах — Факір
- Варша Усгаонкар — Чанчал, зведена сестра Шанкара
- Мурад Раджабов — Ікрам, клоун
- Гульшан Гровер — Біб «ненажера», «мафіозі»
- Ліліпут — Боб «коротун», «мафіозі»
- Амріш Пурі — Нахар Сінгх, бос злочинного синдикату
- Обід Асомов — директор цирку
- Анджана Мумтаз — мати Шанкара
- Бахтійор Іхтіяров — Бахтіяр-ака, конферансьє цирку
- Наїля Ташкенбаєва — Надзіра, заступник директора цирку
- Хусан Шаріпов — службовець цирку
- Шеркузі Газієв — службовець цирку
- Соат Шаріпов — роль другого плану
- Банті — Шанкар у дитинстві
- Майстер Банті — роль другого плану
- Алі Асгар — Факір у дитинстві
- Руча Гужраті — Чанчал у дитинстві
- Іногам Адилов — роль другого плану
- Вахаб Абдуллаєв — сторож цирку
- Раджаб Адашев — роль другого плану
- Ач'ют Потдар — Раджа, брат Нахара
- Гаухар Закірова — медсестра
- Машраб Кімсанов — роль другого плану
- Барно Кадирова — роль другого плану
- Батир Курбанов — роль другого плану
- Винод Мехра — роль другого плану
- Закір Мумінов — охоронець в'язниці
- Джанардхан Параб — роль другого плану
- Дара Сінгх — батько Шанкара
- Георгій Строков — начальник в'язниці
- Джаміля Садикова — роль другого плану
- Г. Таїбов — роль другого плану
- Джамал Хашимов — бандит
- Амріт Пал — Харі Сінгх, бандит
- Радж Мехра — роль другого плану
- Паппу — роль другого плану
- Премлал — роль другого плану
- Анатолій Корнілов — дресирувальник
- Ніна Корнілова — дресирувальник
- Микола Павленко — дресирувальник
- Валентина Симонова — дресирувальник
- Марина Аврамова — дресирувальник

## Знімальна група
- Режисери — Умеш Мехра, Латіф Файзієв
- Сценаристи — Микола Рожков, Ульмас Умарбеков, Латіф Файзієв, Віней Шукла
- Оператори — Леонід Травицький, Паппу Шайх
- Композитори — Ану Малік, Володимир Мілов, Ану Малік
- Художники — Бахтійор Назаров, Бабурас Поддар